# Kohaniem

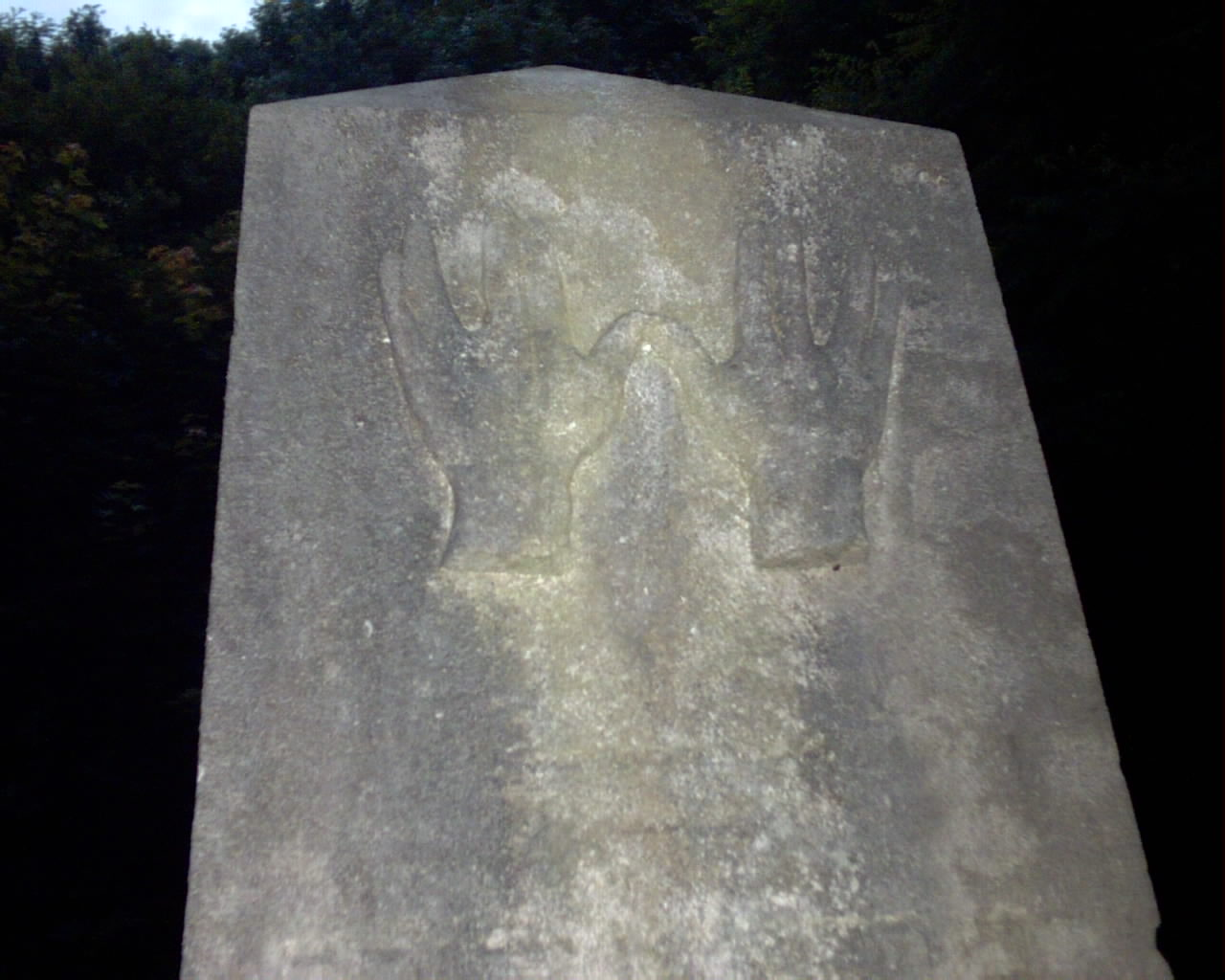
De zegenende handen op het graf van een afstammeling van Aäron (graf van Jacob Caan in Schimmert).

De Kohaniem is een kaste in de Joodse religie.
De Kohaniem worden beschouwd als afstammelingen van Aäron en deze was hogepriester. Koheen betekent: priester. Onder meer de achternaam Cohen is hiervan afgeleid.
De Kohaniem vervullen in de synagogedienst een speciale rol. Ze komen als eersten in aanmerking voor de Thoralezing en ze spreken op feestdagen de priesterlijke zegen uit.
Op een priestergraf staan vaak twee zegenende handen afgebeeld waarvan de vingers een teken vormen. Dit is de Hebreeuwse letter sjin en die staat voor Sjaddai. Dit betekent: Almachtige.